# Testechiniscus
Genre
Testechiniscus est un genre de tardigrades de la famille des Echiniscidae.

## Liste des espèces
Selon Degma, Bertolani et Guidetti, 2013 :
- Testechiniscus laterculus (Schuster, Grigarick & Toftner, 1980)
- Testechiniscus macronyx (Richters, 1907)
- Testechiniscus meridionalis (Murray, 1906)
- Testechiniscus spitsbergensis (Scourfield, 1897)

## Publication originale
- Kristensen, 1987 : Generic revision of the Echiniscidae (Heterotardigrada), with a discussion of the origin of the family. Collana U.Z.I. Selected Symposia and Monographs, no 1, p. 261-335.